# ハンギョレ文学

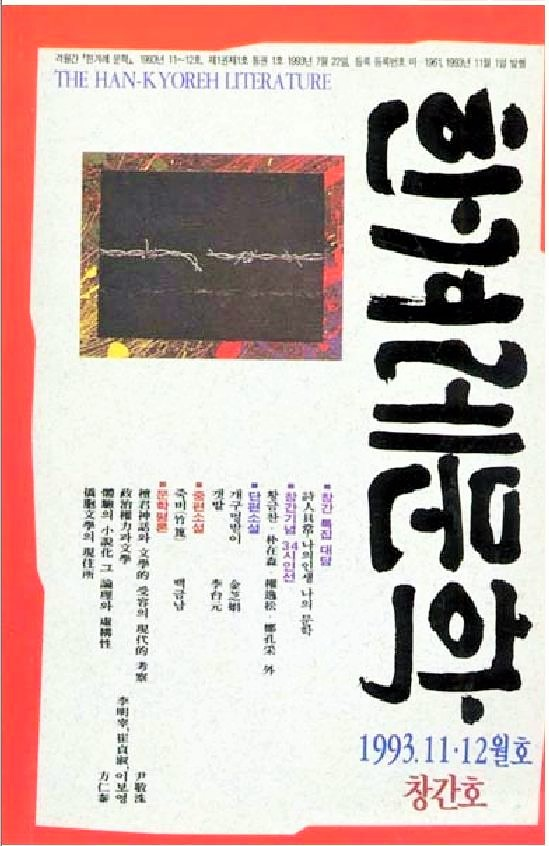
ハンギョレ文学

ハンギョレ文学（はんぎよれぶんがく、한겨레문학）は、大韓民国の文芸誌。 1993年7月に創刊された大韓民国の総合文学雑誌である。この雑誌は、朴在森 詩人が生涯のうち意欲的に三度の編輯陣に参加した文藝誌の一つであったが、最終的には経営難で、1998年に廃刊された。

## 概要
ハンギョレ文学は創刊当時隔月刊誌で発行されたが、1994年5月に季刊誌に切り替えし、経営難で、1998年に廃刊されるまで5年の短い期間の間に能力のある新人作家を輩出した。1990年代当時雨後の竹の子に生まれた文学の雑誌が経営難と商業目的のために作家の登壇がまくり乱発されている状況で ハンギョレ文学社は時流に染まらないため生存より廃刊を決定した。發行人兼編輯人は文正子、主幹は李晩宰小説家が引き受け、当時ハンギョレ文学創刊を主導した編集委員は、朴在森 詩人、文学評論家 金宇鍾 教授、元永東 詩人、小説家 李東熙 教授、文学評論家 尹敬洙 教授であった。

## 活動
創刊翌年の1994年から1500万ウォン稿料の<ハンギョレ文學賞>を制定して、第1回受賞者では魯樹旼の「火の海」が当選された。審査委員は、ソウル大学校 丘仁煥 敎授(小說家)と檀国大学校 李東熙 敎授そして申東漢 文学評論家が審査をした。

## 出身の作家
ハンギョレ文学で輩出されて文壇に注目を受けた作家は、魯樹旼 小説家、河承武 詩人、康重勳 詩人、ゴチェオール詩人などがある。